# Mato Nedić
Mato Nedić (Tolisa, 5. siječnja 1971.), hrvatski pjesnik, esejist, pripovjedač, romanopisac, putopisac, antologičar i književnik.
Osnovnu školu pohađao u Tolisi, a srednju u Orašju. Diplomirao hrvatski jezik i književnost na Pedagoškom fakultetu u Osijeku. Surađivao u Glasu Koncila (1994.), u časopisima Stećak, Hrvatska misao, Hrvatsko slovo, Vijenac, Riječ, Glede, Osvit, Marulić, Republika, Suvremena pitanja, Bosna franciscana, Dubrovnik i Motrišta. Pjesme je objavljivao u zbornicima KLD-a Rešetari i u časopisima. Pjesmama je zastupljen u antologijama Ogrlica za jutro i samoću (2008.) i Hvaljen budi, Gospodine moj – Sveti Franjo u hrvatskom pjesništvu (2009.). Uvršten je u Leksikon hrvatskih književnika Bosne i Hercegovine od najstarijih vremena do danas. Jedan je od autora monografije Župa Tolisa 1802. – 2002., autor je koncepcije i glavni urednik panorame Toliška tkanica (2007.) i knjige Posavski književni zbornik (2008.). Član je Društva hrvatskih književnika Herceg Bosne (Mostar) i Društva hrvatskih književnika (Zagreb). Dopisni je član Hrvatske akademije za znanost i umjetnost Bosne i Hercegovine (HAZU BiH) sa sjedištem u Mostaru.

## Djela
- Bijeg (pripovijetke, 1997.),
- Godina stradanja (roman, 2000.),
- Slovo o jeziku (gramatički priručnik, 2002.),
- Pomrčina sunca (kratke priče, 2005.),
- Svršetak početka (pjesnička proza, 2006.)
- Govor gradova (putopisne crtice, 2007.)
- Ljudske priče (pripovijetke, 2010.)
- Pater Martinus (romansirana biografija fra Martina Nedića, 2010.)
- Svjetlosni nedogledi (pjesnička proza, 2011.)
- Okvir za mudrost (roman o fra Iliji Starčeviću, osnivaču prve pučke škole u BiH, 2013.)
- Vrtlar riječi (Promišljanja o književnim djelima Tomislava Marijana Bilosnića, zbirka književnih kritika, 2015.)
- Antikvarijat (novele, 2016.)
- Starinske priče (pripovijetke, 2016.)
- Hod po oblacima (eseji o hrvatskoj književnosti, 2017.)
- Ako hoćeš biti svjetionik (eseji o svjetskoj književnosti, 2017.)
- Epitafi Suncu (lirske pjesme, 2018.)
- Čistina (roman, 2018.)
- Redovnik Riječi (Monografija o fra Martinu Nediću, prvome ilircu iz Bosne, 2019.)
- Antičke priče (novele, 2020.)
- Utjelovljena tišina (pjesme, 2020.)
- Glas vjere (duhovno-religiozne pjesme, 2021.)
- Negdje iznad vjetra (obiteljska saga, 2021.)
- Strategija forme (književne kritike, 2022.)
- Lica poezije (književne kritike, 2022.)
- Svjedok Svjetlosti (Monografija o fra Iliji Starčeviću, osnivaču prve pučke škole u BiH, 2023.)
- Spomenica prve pučke škole u Bosni i Hercegovini (Tolisa, 1823. – 2023.)
- Antologija suvremenoga hrvatskog pjesništva u Bosni i Hercegovini (2024.)
- Ponoćni psalmi (pjesme, 2025.)

## Nagrade
- Nagrada Lions kluba Osijek, kojom je Nedić proglašen najboljim studentom Pedagoškoga fakulteta u Osijeku (u kategoriji humanističkih znanosti), (1997.)
- Književna nagrada fra Martin Nedić, koju dodjeljuje Zaklada Terra Tolis, a Nedić ju je dobio za roman Pater Martinus (2011.)
- Plaketa Zaklade Terra Tolis kao priznanje za petogodišnju književnu suradnju (2011.)
- Književna nagrada "Dubravko Horvatić", koju dodjeljuju Hrvatska književna zaklada i tjednik Hrvatsko slovo iz Zagreba, a Nediću je dodijeljena kao trećenagrađenome autoru za prozu objavljenu u 2011. godini (za priču Zapis o vremenu, objavljenu u Hrvatskom slovu        3. lipnja 2011. godine)
- Povelja uspješnosti Julije Benešić, koju dodjeljuju Društvo hrvatskih književnika, Ogranak slavonsko-baranjsko-srijemski i Matica hrvatska, Ogranak Đakovo, kojom je Nedić nagrađen za niz književnih kritika objavljenih u novinama i časopisima tijekom 2018. i 2019. godine te za dosadašnji uspješan i sustavan književno-kritičarski i književni rad (2019.)